# Mayaheros
Mayaheros (Maya + Heros) ist eine Gattung mittelamerikanischer Buntbarsche. Die Gattung hat ein disjunktes Verbreitungsgebiet im nördlichen Mittelamerika vor. Die meisten Arten der Gattung kommen in Flüssen vor, die in den Karibik münden, im südöstlichen Mexiko (Bundesstaaten Veracruz, Oaxaca, Chiapas, Tabasco, Campeche, Yucatán, Quintana Roo), in Belize, im östlichen Guatemala und in anschließenden grenznahen Honduras. Beans Buntbarsch (Mayaheros beani) lebt am weitesten nördlich, in Flüssen, die in den Pazifik münden, in den nordmexikanischen Bundesstaaten Nayarit und Sinaloa. Die Gattung wurde erst im April 2016 durch ein Team tschechischer Ichthyologen eingeführt. Vorher zählten die Arten der Gattung zu Cichlasoma.

## Merkmale
Mayaheros-Arten haben eine stark generalisierte Morphologie, bilden jedoch eindeutig eine monophyletische Gruppe innerhalb der heroinen Cichliden. Das beste diagnostische Merkmal der Gattung ist die Zeichnung, die aus gleichmäßig verteilten dunklen Balken besteht, ohne Verbreiterungen in der Mitte der Streifen und ohne einen dominanten Fleck auf der Mitte der Körperseiten. Während der Fortpflanzungszeit zeigen sie ein zebraartiges Muster mit schwarzen Streifen auf einer hellen Grundfärbung.

## Arten
Gegenwärtig zählt die Gattung sechs Arten:
- Mayaheros aguadae (Hubbs, 1936)
- Mayaheros amarus (Hubbs, 1936)
- Beans Buntbarsch (Mayaheros beani Jordan, 1889)
- Mayaheros ericymba (Hubbs, 1936)
- Mayaheros trispilus (Hubbs, 1935)
- Schwanzfleckbuntbarsch (Mayaheros urophthalmus Günther, 1862)